# Манас (аеропорт)
Міжнаро́дний аеропо́рт «Мана́с» (кирг. «Манас» эл аралык аэропорту) (IATA: FRU, ICAO: UCFM) — міжнародний аеропорт міста Бішкек та ключовий аеропорт Киргизстану. Знаходиться за 25 км на північний захід від Бішкека. Аеропорт був названий ім'ям героя киргизького епосу за ініціативою письменника Чингіза Айтматова. До 2014 року в аеропорту розташована авіабаза ВПС США «Манас».

## Історія
Жовтень 1974 — аеропорт прийняв перший літак — Іл-62 з Головою Ради Міністрів СРСР О. М. Косигіним на борту.
4 травня 1975 — був здійснений перший регулярний рейс в Москву.
Жовтень 1981 — всі функції столичного аеропорту були перенесені від старого аеропорту до аеропорту «Манас».
Квітень 2001 — утворено ВАТ «Міжнародний аеропорт „Манас“». 79,0533 % акцій — перебуває в держави, в особі Державного комітету КР з управління державним майном.

## Технічні дані
Аеродром аеропорту належить до класу «4Е» (за класифікацією ІКАО), може приймати всі типи повітряних суден та функціоную 24 години на добу. Мінімум аеропорту 60×800 м. Штучна злітно-посадкова смуга має довжину 4 200 м і завширшки 55 м. Перон площею 242  000 м² має 38 стоянок для середньо- і далекомагістральних літаків і 2 телескопічних трапа.

## Авіапригоди та катастрофи
- 22 жовтня 2002 Іл-62 російської авіакомпанії «Третьяково», який виконував технічний рейс з Москви, через грубі помилки екіпажу при посадці викотився за межі смуги ЗПС і зруйнувався.[1]
- 26 вересня 2006 Ту-154 авіакомпанії «Алтин Ейр» при розбігу зачепив крилом американський паливозаправник KC-135, який опинився на ЗПС. Ту-154 вдалося злетіти і благополучно приземлитися, на KC-135 виникла пожежа, і він згорів.[2]
- 24 серпня 2008 Boeing 737—200 авіакомпанії «Ітек Ейр», який виконував рейс іранської авіакомпанії Iran Aseman Airlines, зазнав катастрофи під час заходу на посадку за 2 км від аеропорту «Манас».[3]

## Авіалінії та напрямки

### Пасажирські
| Авіакомпанія            | Пункт призначення |
| ----------------------- | --- |
| Аерофлот                | Москва-Шереметьєво, Ст Петербург |
| Ейр Астана              | Алмати, Нур-Султан |
| Air Kyrgyzstan          | Ош |
| Air Manas               | Челябінськ, Делі, Стамбул-Сабіха Гекчен, Кашгар, Красноярськ-Ємельяново, Москва-Домодєдово, Москва-Жуковський, Новосибірськ, Ош, Перм, Ташкент                                          |
| Avia Traffic Company    | Душанбе, Грозний, Іркутськ, Джалал-Абад, Казань, Краснодар, Красноярськ-Ємельяново, Москва-Домодєдово, Москва-Жуковський, Новосибірськ, Ош, Ст Петербург, Сургут, Воронеж, Єкатеринбург |
| Азимут                  | Ростов-на-Дону |
| China Southern Airlines | Урумчі |
| flydubai                | Дубай |
| Pegasus Airlines        | Стамбул-Сабіха Гекчен |
| S7 Airlines             | Новосибирськ |
| Qazaq Air               | Алмати |
| Sunday Airlines         | Сезонний чартер: Пхукет |
| Tajik Air               | Душанбе, Худжанд |
| TezJet                  | Баткен, Ош |
| Turkish Airlines        | Стамбул-Ататюрк, Улан-Батор |
| Ural Airlines           | Москва-Домодєдово, Москва-Жуковський, Ст Петербург, Єкатеринбург |
| Узбецькі авіалінії      | Ташкент |

### Вантажні
| Авіакомпанія           | Пункт призначення                                                                |
| ---------------------- | -------------------------------------------------------------------------------- |
| MNG Airlines           | Алмати                                                                           |
| RUS Aviation           | Шарджа                                                                           |
| Silk Way Airlines      | Баку, Урумчі                                                                     |
| Turkish Airlines Cargo | Алмати, Бангкок-Суварнабхумі, Гуанчжоу, Ісламабад, Стамбул-Ататюрк, Шанхай-Пудун |
| Uzbekistan Airways     | Навої                                                                            |